# Beryl Cunningham

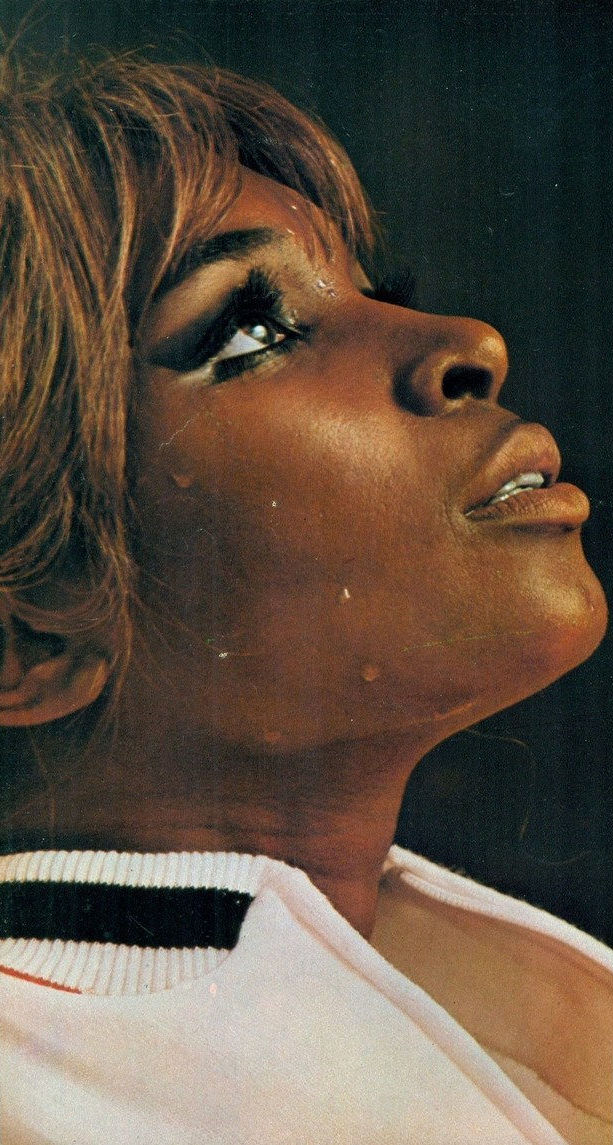
Beryl Cunningham (1968)

Beryl Cunningham (* 8. August 1946 in Montego Bay, Jamaika; † 11. Dezember 2020 in Borbona) war eine jamaikanische Schauspielerin, die sich auch als Sängerin betätigt hat.

## Leben
Biografische Informationen zu Beryl Cunningham sind spärlich. Cunningham tauchte in den 1960er Jahren in Italien auf, wo sie als Model arbeitete und als dunkelhäutige Frau bald als exotischer Farbtupfer in Genrefilmen eingesetzt wurde. Ihre erste Rolle war 1964 in Soraya, Sklavin des Orients, wo sie eine namenlose Sklavin verkörperte. Danach wurde sie fast immer als Dienerin oder Stripperin besetzt, wurden ihre Rollen nach Le salamandre, wo sie und Erna Schurer nahezu die einzigen Darstellerinnen waren, vielfältiger. Unter der Regie von Piero Vivarelli übernahm sie die Rolle der Königin in der Episode La regina bella aus dessen im Senegal gedrehten Film Il Decamerone Nero. Ab 1973 wurden ihre Auftritte spärlicher; 1979 spielte sie noch neben Barbara Bach und Joseph Cotten in dem Horrorfilm La isola degli uomini pesci.  Ihren letzten Film drehte sie 1983.
1978 veröffentlichte sie die Single Tua / Why-O (Barclay Records); es existiert auch eine Aufnahme von Lover Baby. Im Dezember 1968 und Februar 1971 erschienen Bilder von Cunningham im Magazin Playmen.
Danach widmete sich Cunningham sozialen Aufgaben.

## Filmografie (Auswahl)
- 1964: Soraya, Sklavin des Orients (Anthar l’invincibile)
- 1969: Die Geliebte (Una storia d’amore)
- 1969: Poppäa – Die Kaiserin der Gladiatoren (Le calde notti di Poppea)
- 1969: Salamander (Le salamandre)
- 1970: Das Bildnis des Dorian Gray (Il dio chiamato Dorian)
- 1970: Das Grauen kam aus dem Nebel (La morte risale a ieri sera)
- 1970: Konzert für eine Pistole (Concerto per una pistola solista)
- 1972: Africa-Erotica (Il Decamerone nero)
- 1976: Die Schmutzigen, die Häßlichen und die Gemeinen (Brutti, sporchi e cattivi)
- 1979: Insel der neuen Monster (L’isola degli uomini pesce)
- 1983: The Executor – Der Vollstrecker (Gli sterminatori dell’anno 3000)